# Мислибож
Мислибож (пољ. Myślibórz) је град у Пољској, у Војводству Западно Поморје. Према попису становништва из 2011. у граду је живело 11.759 становника.

## Становништво
Према прелиминарним подацима са пописа, у граду је 2011. живело 11.759 становника.
| 2002.  | 2011.  | 2012.  |
| ------ | ------ | ------ |
| 12.067 | 11.759 | 11.672 |

## Партнерски градови
- Золтау
- Каунас
- Нојхарденберг